# Restrictie-enzym
Een restrictie-enzym of restrictie-endonuclease is een knipenzym dat in staat is om op bepaalde plaatsen DNA in stukken te knippen. Er zijn verschillende typen. Bv. type II volgt een bepaald palindroom van vier, zes of acht baseparen. De knip kan scheef (sticky ends/"klevende einden") bijvoorbeeld Eco RI, of recht zijn (blunt ends/"stompe einden") bijvoorbeeld Alu I. Sticky Ends binden makkelijker.
Met de ontdekking van deze enzymen is de moleculaire biologie begonnen. Daarnaast zijn er restrictie-exonuclease die het DNA van de uiteinden afknipt en daardoor niet van belang zijn voor genetische modificatie technieken.
Deze enzymen worden in bacteriën gevonden en hebben als functie (gehad) dat bacteriofagen na injectie van hun genoom snel onschadelijk kunnen worden gemaakt door hun genoom in stukjes te knippen. Het bacterieel genoom wordt beschermd (bijvoorbeeld op bepaalde plaatsen gemethyleerd), zodat de knipenzymen daar niet knippen.

## Naamgeving
Er zijn veel bacteriestam-specifieke restrictie-enzymen. Alleen bacteriofagen, die uit dezelfde bacteriestammen komen hebben de mogelijkheid de methylering te omzeilen en kunnen zich zo in de bacterie vermeerderen. De vermeerdering is dus beperkt tot deze stammen, vandaar de naam restrictie-enzym.
Elke restrictie-enzym  herkent een specifiek stukje (sequentie) DNA. Er worden de volgende drie typen onderscheiden:
- Type I knipt het DNA op een willekeurige plaats ver van de herkenningsplaats.
- Type II knipt het DNA binnen de herkenningsplaats.
- Type III knipt het DNA ongeveer 20 tot 25 baseparen van de herkenningsplaats verwijderd.

In het spraakgebruik wordt meestal met restrictie-enzym type II bedoeld, omdat de andere twee typen van minder belang zijn in de moleculaire biologie.
De naam van een restrictie-enzym geeft de herkomst aan. Het enzym EcoRI bijvoorbeeld is het eerst gevonden enzym uit de stam Escherichia coli R en AluI is het eerste enzym uit Arthrobacter luteus. Restrictie-enzymen die op dezelfde plaatsen knippen maar afkomstig zijn uit verschillende organismen worden isoschizomeren genoemd; knippen ze in dezelfde sequentie, maar zijn de knipeinden verschillend dan worden ze neoschizomeren genoemd.

## Moleculaire biologie
Met de ontdekking van de restrictie-enzymen is de moleculaire biologie en genetische modificatie begonnen. Het werd toen mogelijk om specifieke DNA-stukjes te isoleren en deze om te vormen tot speciale genconstructen. Vooral restrictie-enzymen die klevende einden geven zijn zeer bruikbaar, omdat de overlappende einden makkelijk met elkaar binden.
Ook worden restrictie-enzymen gebruikt voor het vinden van SNP's (Single nucleotide polymorphismen), hierdoor kan een allel uit het DNA geknipt worden.
Voor hun grondleggend onderzoek naar restrictie-enzymen en hun toepassing in de moleculaire biologie kregen Werner Arber, Daniel Nathans en Hamilton Othanel Smith in 1978 de Nobelprijs voor de Fysiologie of Geneeskunde.

## Voorbeelden
| Enzym   | Bron                          | Herkenningsplaats           | Knipplaats                                    | Soort enzym |
| ------- | ----------------------------- | --------------------------- | --------------------------------------------- | ----------- |
| EcoRI   | Escherichia coli              | 5'GAATTC 3'CTTAAG           | 5'---G AATTC---3' 3'---CTTAA G---5'           | 5'-sticky   |
| EcoRII  | Escherichia coli              | 5'CCWGG 3'GGWCC             | 5'--- CCWGG---3' 3'---GGWCC ---5'             | 5'-sticky   |
| BamHI   | Bacillus amyloliquefaciens    | 5'GGATCC 3'CCTAGG           | 5'---G GATCC---3' 3'---CCTAG G---5'           | 5'-sticky   |
| HindIII | Haemophilus influenzae        | 5'AAGCTT 3'TTCGAA           | 5'---A AGCTT---3' 3'---TTCGA A---5'           | 5'-sticky   |
| TaqI    | Thermus aquaticus             | 5'TCGA 3'AGCT               | 5'---T CGA---3' 3'---AGC T---5'               | 5'-sticky   |
| NotI    | Nocardia otitidis             | 5'GCGGCCGC 3'CGCCGGCG       | 5'---GC GGCCGC---3' 3'---CGCCGG CG---5'       | 5'-sticky   |
| HinfI   | Haemophilus influenzae        | 5'GANTC 3'CTNAG             | 5'---G ANTC---3' 3'---CTNA G---5'             | 5'-sticky   |
| Sau3A   | Staphylococcus aureus         | 5'GATC 3'CTAG               | 5'--- GATC---3' 3'---CTAG ---5'               | 5'-sticky   |
| PovII*  | Proteus vulgaris              | 5'CAGCTG 3'GTCGAC           | 5'---CAG CTG---3' 3'---GTC GAC---5'           | blunt       |
| SmaI*   | Serratia marcescens           | 5'CCCGGG 3'GGGCCC           | 5'---CCC GGG---3' 3'---GGG CCC---5'           | blunt       |
| HaeIII* | Haemophilus aegyptius         | 5'GGCC 3'CCGG               | 5'---GG CC---3' 3'---CC GG---5'               | blunt       |
| HgaI    | Haemophilus gallinarum        | 5'GACGC 3'CTGCG             | 5'---NN NN---3' 3'---NN NN---5'               | blunt       |
| AluI*   | Arthrobacter luteus           | 5'AGCT 3'TCGA               | 5'---AG CT---3' 3'---TC GA---5'               | blunt       |
| EcoRV*  | Escherichia coli              | 5'GATATC 3'CTATAG           | 5'---GAT ATC---3' 3'---CTA TAG---5'           | blunt       |
| EcoP15I | Escherichia coli              | 5'CAGCAGN25NN 3'GTCGTCN25NN | 5'---CAGCAGN25NN ---3' 3'---GTCGTCN25 NN---5' | 3'-sticky   |
| KpnI    | Klebsiella pneumoniae         | 5'GGTACC 3'CCATGG           | 5'---GGTAC C---3' 3'---C CATGG---5'           | 3'-sticky   |
| PstI    | Providencia stuartii          | 5'CTGCAG 3'GACGTC           | 5'---CTGCA G---3' 3'---G ACGTC---5'           | 3'-sticky   |
| SacI    | Streptomyces achromogenes     | 5'GAGCTC 3'CTCGAG           | 5'---GAGCT C---3' 3'---C TCGAG---5'           | 3'-sticky   |
| SalI    | Streptomyces albus            | 5'GTCGAC 3'CAGCTG           | 5'---G TCGAC---3' 3'---CAGCT G---5'           | 5'-sticky   |
| ScaI    | Streptomyces caespitosus      | 5'AGTACT 3'TCATGA           | 5'---AGT ACT---3' 3'---TCA TGA---5'           | blunt       |
| SpeI    | Sphaerotilus natans           | 5'ACTAGT 3'TGATCA           | 5'---A CTAGT---3' 3'---TGATC A---5'           | 5'-sticky   |
| SphI    | Streptomyces phaeochromogenes | 5'GCATGC 3'CGTACG           | 5'---G CATGC---3' 3'---CGTAC G---5'           | 5'-sticky   |
| StuI    | Streptomyces tubercidicus     | 5'AGGCCT 3'TCCGGA           | 5'---AGG CCT---3' 3'---TCC GGA---5'           | blunt       |
| XbaI    | Xanthomonas badrii            | 5'TCTAGA 3'AGATCT           | 5'---T CTAGA---3' 3'---AGATC T---5'           | 5'-sticky   |

Legenda
- N = C of G of T of A
- W = A of T
- Een sticky uiteinde (letterlijk: klevend uiteinde) betekent dat er een overlappend gedeelte is; het getal dat erbij staat geeft aan aan welke kant dit is
- Een blunt uiteinde (letterlijk: stomp uiteinde) betekent dat het geknipte gedeelte niet overlapt